# Sultanato di Pasai
Il sultanato di Samudera Pasai, noto anche come Samudera, Pasai, Samudera Darussalam o Pacem, fu un regno portuale islamico della costa settentrionale di Sumatra esistito dal XIII al XVI secolo. Si crede che il regno fosse fondato da Merah Silu, che si convertì in seguito all'Islam e adottò il nome di Malik ul Salih nell'anno 1267 d.C.
Vi sono poche prove che consentono uno studio storico del regno.

## Etimologia
In base al Hikayat Raja-raja Pasai, cronaca del quattordicesimo secolo, 'Samudera' potrebbe essere forse derivante dal termine Semudera ([səmudəra]), ossia "grossa formica". Tale nome fu dato da Merah Silu quando scoprì una formica grande come un gatto mentre stava cacciando su un'"altitudine". Il posto sarebbe stato ripulito per divenire la fondazione di uno stato, per il quale venne appunto adottato il nome di "Semudera".
C'è anche chi pensa che "Samudera" derivi da Samudra, che vuol dire "oceano" in Sanscrita e Tamil.
La letteratura indica anche l'origine del nome "Pasai", che proviene da Si-Pasai, il cane da caccia di Merah Silu, che divenne il sultano Malik ul Salih dopo essersi convertito all'Islam. La leggenda narra che il sultano, mentre si trovava a caccia col cane, avesse incontrato un cervo che non ebbe paura di esso, ma anzi gli abbaiò addosso. Stupito, il sultano lo ritenne un buon segno per fondare un nuovo stato per il figlio, il sultano Malik Al Tahir. Il cane morì subito dopo che lo stato fu fondato e il padrone decise di seppellirlo sul posto, lasciando come memoria il nome di Pasai a tutto il regno.
Nel XIV secolo, il viaggiatore italiano Odorico da Pordenone usò il nome Sumoltra per Samudra, e, come conseguenza, gli scrittori europei usarono forme simili del nome per riferirsi alla stessa isola di Sumatra.

## Storia
Pasai esportò la sua cultura, e soprattutto la sua lingua — una forma primitiva di malese scritta nell'alfabeto Jawi — a un certo numero di isole; in seguito, tale lingua divenne la lingua franca tra i commercianti delle odierne Indonesia e Malaysia.
I musulmani provenienti dall'Arabia e dall'India commerciavano in Indonesia e Cina da molti secoli. Una lapide musulmana trovata nell'est di Giava porta una data corrispondente al 1082. Tuttavia, una prova sostanziale dell'Islam in Indonesia apparve per la prima volta nella parte settentrionale di Sumatra alla fine del XIII secolo, dove esistevano due regni islamici commerciali, ovvero quello di Pasai e quello di Peureulak, o Perlak. Una tomba reale del 1297 a Samudra è scritta interamente in lingua araba. Nel XV secolo, si verificò uno sviluppo di alcuni regni portuali, tutti dominati da principi islamici locali, dalla costa nord di Giava e altrove, estendendosi a oriente fino a Ternate e Tidore nelle Isole Molucche. Marco Polo vi trascorse cinque mesi, e menzionò Ferlec, Basma e Samara (Samudera) nelle sue storie, in quello che sarebbe stato chiamato Il Milione. Un altro famoso viaggiatore magrebita, Ibn Battuta, durante il suo viaggio in Cina trascorse 15 giorni a Samudera.
La fondazione dei primi centri islamici in Indonesia fu probabilmente il risultato di varie circostante commerciali. Nel XIII secolo, il crollo dell'impero di Srivijaya portò dei commercianti stranieri da tutto il golfo del Bengala ai porti situati nella parte settentrionale di Sumatra, al sicuro dai covi dei pirati sull'estremo meridionale dello stretto di Malacca. La parte settentrionale di Sumatra aveva un entroterra ricco in oro e foreste, oltre che di pepe, che veniva coltivato all'inizio del XV secolo, e divenne accessibile a tutti i mercanti dell'arcipelago che volevano incontrare le navi dall'Oceano Indiano.

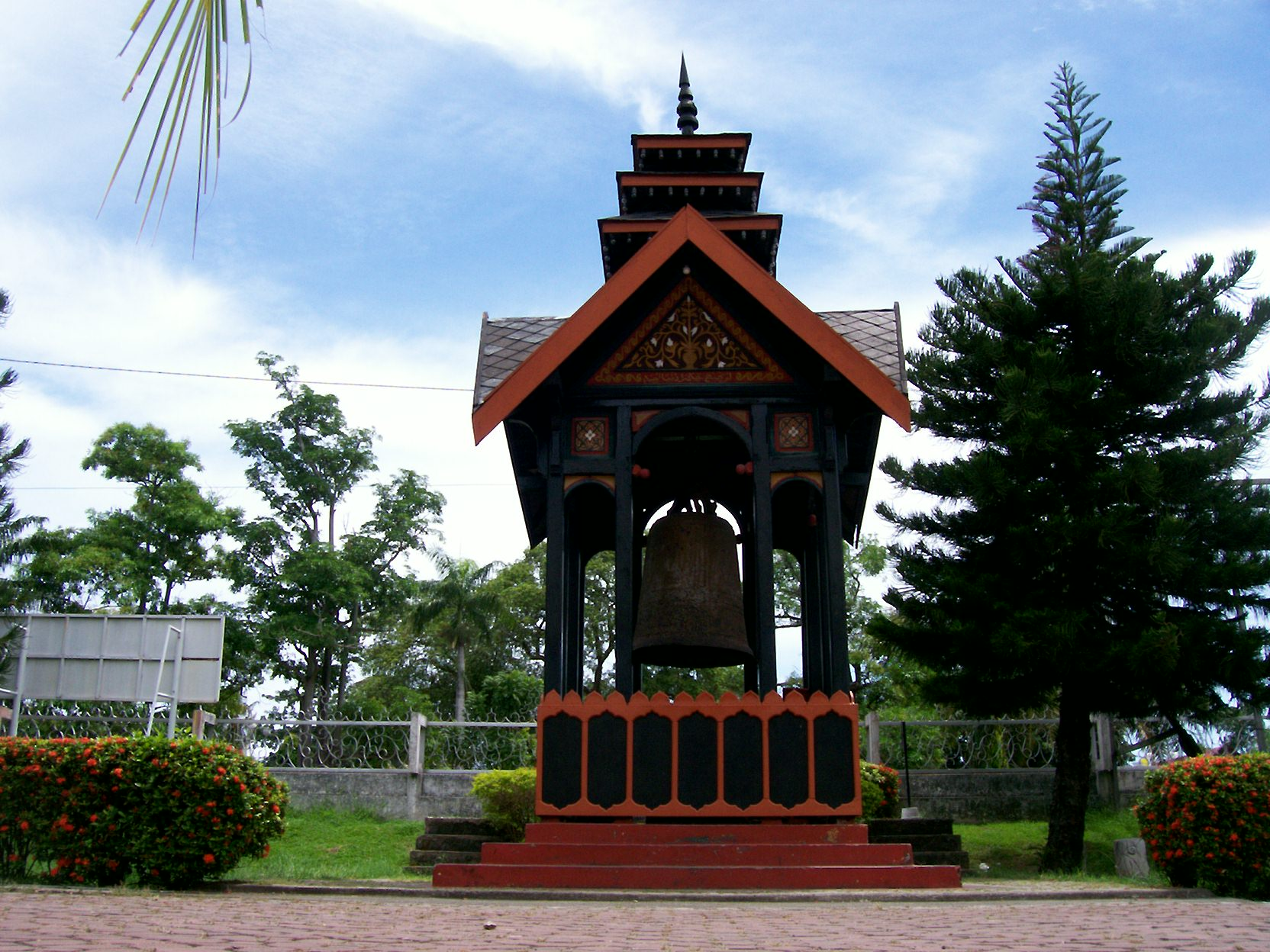
La campana di Cakra Donya fu un dono lasciato da Zheng He durante il suo viaggio a Pasai.

Nel 1345, Ibn Battuta visitò Samudra Pasai, dove scrisse nei suoi appunti di viaggio che il sovrano di quel regno era un pio musulmano, che compiva i suoi doveri religiosi con non poco zelo. Il madh'hab che osservava era l'Imam Al-Shafi‘i. A quel tempo, Samudera Pasai era il confine del Dār al-Islām, perché nessun territorio ad est era governato da un sovrano islamico. Ibn Battuta lodò la gentilezza e l'ospitalità dimostrata dal sultano di Samudera Pasai; lì vi rimase per circa due settimane in una città di mura di legno come ospite del sultano. Trascorse le due settimane, il sultano gli diede una quantità di scorte sufficienti per viaggiare fino in Cina, dove ci arrivò con una delle giunche del sultano..
Alla fine del XIV, Samudra-Pasai era diventato un fiorente centro commerciale, dando il via a sua volta, nel XV secolo, a un periodo di splendore al porto di Malacca, meglio protetto, nella costa sudovest della penisola malese.
L'impero di Majapahit attaccò e saccheggiò Samudra Pasai a metà del XIV secolo.
Il potere economico e politico di Pasai dipendeva quasi interamente dagli stranieri. Probabilmente, i commercianti e insegnanti islamici parteciparono alla sua amministrazione fin dall'inizio, e furono tenuti ad introdurre pratiche religiose che li facessero sentire come a casa. Le prime teste di sbarco islamiche in Indonesia, soprattutto Pasai, erano in un certo senso delle creazioni genuine dell'Islam, che curavano la lealtà della popolazione locale e incoraggiavano le attività scolastiche. In modo simile, nuovi regni portuali si formarono nella costa settentrionale di Giava. Tomé Pires, autore del Suma Oriental, scritto poco dopo il 1511, specula sulle oscure origini etniche dei fondatori di Cirebon, Demak, Japara, e Gresik. Questi stati costieri giavanesi servirono come punti di commercio con India e Cina, e soprattutto con Malacca, un importatore del riso giavanese. I sovrani di Malacca, nonostante la loro origine prestigiosa che risale al Srivijaya, accettarono l'Islam precisamente per attrarre commercianti islamici e giavanesi nel loro porto.
I portoghesi occuparono Pasai nel 1521, 10 anni dopo la loro conquista di Malacca. Tramite i portoghesi, il luogo divenne noto in Europa come "Pacem". La guarnigione portoghese evacuò Pasai nel 1524 e il Sultanato di Aceh ne prese il controllo.

## Lista dei sovrani
La seguente è la lista dei sovrani che dominarono il Sultanato di Samudera Pasai:-
| No | Periodo     | Sultano / Gelar                            | Note ed eventi storici importanti              |
| -- | ----------- | ------------------------------------------ | ---------------------------------------------- |
| 1  | 1267–1297   | Sultano Malikussaleh (Meurah Silu)         | Fondatore del Samudra Pasai                    |
| 2  | 1297–1326   | Sultano Al-Malik azh-Zhahir I / Muhammad I | Introdusse le monete d'oro                     |
| 3  | 1326 – 133? | Sultano Ahmad I                            | Attaccò il regno di Karang Baru, a Tamiang     |
| 4  | 133? – 1349 | Sultano Al-Malik azh-Zhahir II             | Fu visitato da Ibnu Batutah                    |
| 5  | 1349–1406   | Sultano Zainal Abidin I                    | Il suo regno fu attaccato da Majapahit         |
| 6  | 1406–1428   | Ratu Nahrasyiyah                           | Il suo regno segna l'età doro di Samudra Pasai |
| 7  | 1428–1438   | Sultano Zainal Abidin II                   |                                                |
| 8  | 1438–1462   | Sultano Shalahuddin                        |                                                |
| 9  | 1462–1464   | Sultano Ahmad II                           |                                                |
| 10 | 1464–1466   | Sultano Abu Zaid Ahmad III                 |                                                |
| 11 | 1466–1466   | Sultano Ahmad IV                           |                                                |
| 12 | 1466–1468   | Sultano Mahmud                             |                                                |
| 13 | 1468–1474   | Sultano Zainal Abidin III                  | Fu rovesciato dal fratello                     |
| 14 | 1474–1495   | Sultano Muhammad Syah II                   |                                                |
| 15 | 1495–1495   | Sultano Al-Kamil                           |                                                |
| 16 | 1495–1506   | Sultano Adlullah                           |                                                |
| 17 | 1506–1507   | Sultano Muhammad Syah III                  | Noto per aver avuto due tombe                  |
| 18 | 1507–1509   | Sultano Abdullah                           |                                                |
| 19 | 1509–1514   | Sultano Ahmad V                            | Presa di Malacca (1511)                        |
| 20 | 1514–1517   | Sultano Zainal Abidin IV                   |                                                |